# Voir: Die Filmkunst in der Moderne
Voir: Die Filmkunst in der Moderne (Originaltitel Voir, französisch für „sehen“) ist eine von David Fincher produzierte Dokumentationsserie über moderne Filmgeschichte. Sie erschien im Dezember 2021 auf Netflix.

## Entstehung und Konzept
Der Vorgänger zu Voir entstand durch die Videoblogger Taylor Ramos und Tony Zhou, die von 2014 bis 2016 Filmanalysen unter dem Namen Every Frame A Painting auf Youtube und Vimeo veröffentlichten. Die Produzenten David Fincher und David Prior finanzierten daraus eine vollständige Netflixserie, in der Ramos und Zhou drei Folgen erstellten.
Jede Episode ist in der Form eines Videoessays aufgebaut, in dem der Erzähler ein Thema der Filmwelt genauer untersucht. Oft werden dabei spezifische Filmbeispiele genannt oder Interviews geführt, beispielsweise mit Glen Keane, Brenda Chapman und Jennifer Yuh Nelson.

## Episoden
| Nr. | Deutscher Titel                | Originaltitel         | Zusammenfassung | Erstveröffentlichung | Deutschsprachige Erstausstrahlung (D/A/CH) | Regie                 | Drehbuch     |
| --- | ------------------------------ | --------------------- | --- | -------------------- | ------------------------------------------ | --------------------- | ------------ |
| 1   | Hai-Sommer                     | Summer of the Shark   | Die Filmbloggerin Sasha Stone erinnert sich an ihre Erfahrung mit Der weiße Hai und ähnlichen Blockbuster-Titeln ihrer Jugend.                                   | 6. Dez. 2021         | 6. Dez. 2021                               | David Prior           | Sasha Stone  |
| 2   | Die Ethik der Rache            | Ethics of Revenge     | Tony Zhou untersucht das Thema der Rache in modernen Filmen am Beispiel von Park Chan-wooks Lady Vengeance. Er befragt dazu die Regisseurin Jennifer Yuh Nelson. | 6. Dez. 2021         | 6. Dez. 2021                               | Taylor Ramos          | Tony Zhou    |
| 3   | Aber ich mag ihn nicht         | But I Don’t Like Him  | Anhand der Filme Lawrence von Arabien, Der Pate und den Werken von Martin Scorsese erklärt Drew McWeeny den Nutzen eines unsympathischen Protagonisten.          | 6. Dez. 2021         | 6. Dez. 2021                               | David Prior           | Drew McWeeny |
| 4   | Die Dualität der Attraktivität | The Duality of Appeal | Tailor Ramos befragt die ehemaligen Disney-Animatoren Brenda Chapman und Glen Keane, wie attraktive und interessante weibliche Charaktere geschaffen werden.     | 6. Dez. 2021         | 6. Dez. 2021                               | Taylor Ramos          | Tony Zhou    |
| 5   | Film kontra Serie              | Film vs Television    | Tailor Ramos ergründet die Unterschiede zwischen Film und Fernsehen aus historischer Perspektive.                                                                | 6. Dez. 2021         | 6. Dez. 2021                               | Taylor Ramos          | Tony Zhou    |
| 6   | Profan und tiefgründig         | Profane And Profound  | Walter Chaw sieht sich an, wie Walter Hills Nur 48 Stunden die Darstellung von systemischem Rassismus und die Rolle der Afroamerikaner im Film verändert hat.    | 6. Dez. 2021         | 6. Dez. 2021                               | Keith Clark, Julie Ng | Walter Chaw  |

## Kritiken
„Die Liebe zum Kino ist eben nicht erratisch, sie speist sich in den Folgen aus Detailbesessenheit, aus neuen Ideen, sie schreckt zurück vor Massenproduktion. Fachsimpelei wird hier aber nicht betrieben, die Episoden sind manchmal informativ, oft aber vor allem emotional. [...] Besser kann man nicht erklären, was Schnitt ist. So konkret ist "Voir" leider nur selten - aber ein erster Schritt weg von den cineastischen Dosenravioli ist die Serie allemal.“